# Avon (Seine-et-Marne)
Avon ist eine französische Stadt mit 13.526 Einwohnern (Stand 1. Januar 2022) im Département Seine-et-Marne in der Region Île-de-France, die etwa 65 Kilometer südlich von Paris im Arrondissement Fontainebleau liegt. Der Name der Stadt leitet sich vom keltischen Wort Avo (Wasser) ab.

## Sehenswürdigkeiten
Siehe auch: Liste der Monuments historiques in Avon (Seine-et-Marne)
- Kirche Saint-Pierre, ältestes Bauwerk der Stadt, um 1100 erbaut. Bevor im 16. Jahrhundert das Schloss Fontainebleau im gleichnamigen benachbarten Ort erbaut wurde, nutzten die französischen Könige die Kirche, um vor der Jagd in den Wäldern bei Fontainebleau den Gottesdienst zu besuchen. Im Inneren der Kirche befindet sich eine Grabplatte und vermutlich auch das Grab des Markgrafen Giovanni Monaldeschi, der 1657 von Königin Christina von Schweden im Schloss Fontainebleau hingerichtet wurde. Kirche Saint-Pierre

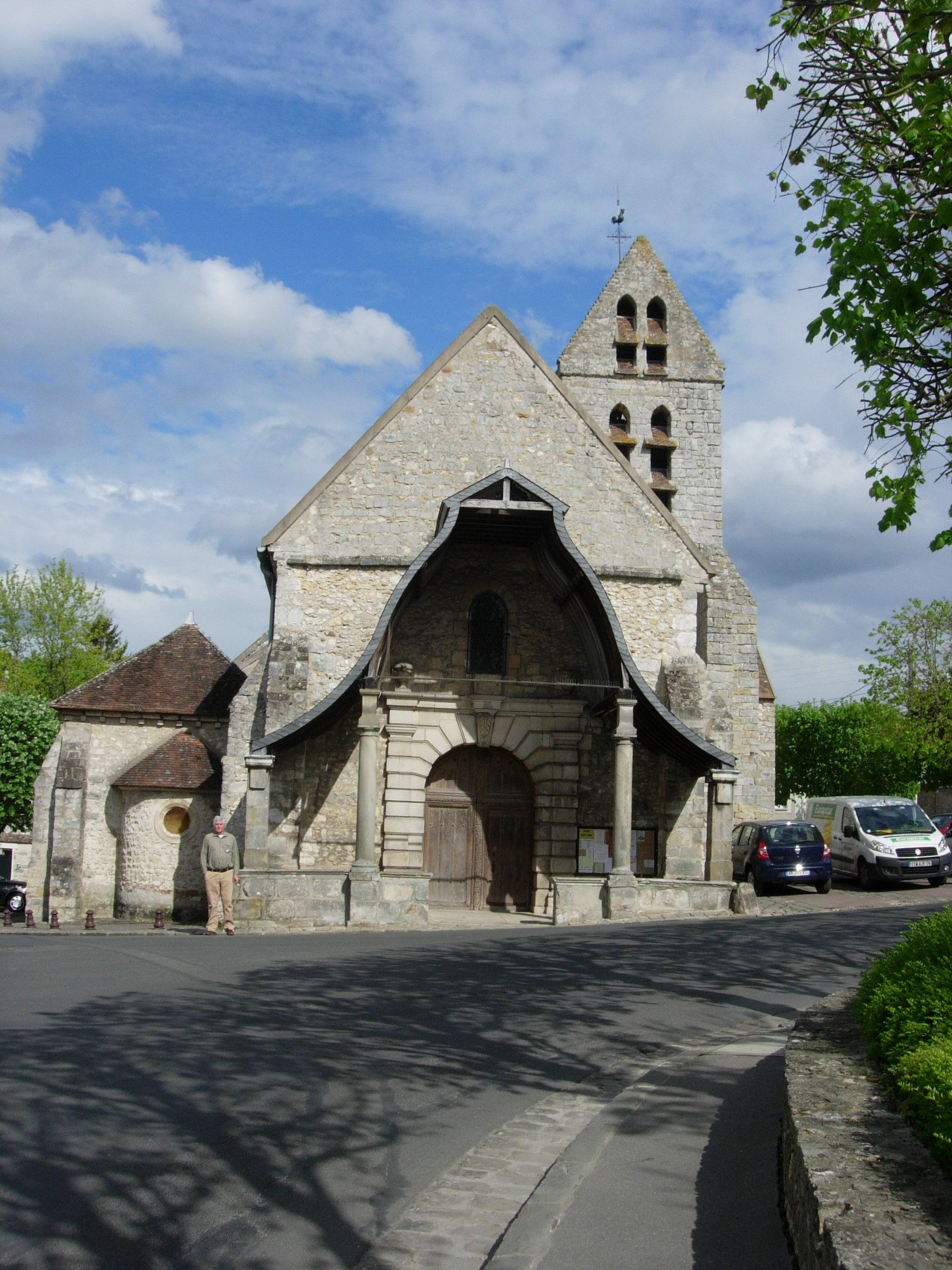
Kirche Saint-Pierre

- Karmeliten-Kloster, die Gebäude wurden im 17. Jahrhundert von der französischen Königin Anna von Österreich (1601–1666) um eine alte Wassermühle herum als Krankenhaus gebaut und seit 1920 als Karmeliten-Kloster genutzt. Von 1934 bis 1960 befand sich hier auch das Petit College d’Avon, eine katholische Knabenschule mit angeschlossenem Internat.
- Bel Ebat - ein Herrensitz mit Parkanlage, aus dem 19. Jahrhundert, gehörte dem Musikverleger August Durand, der hier berühmte Musiker wie Claude Debussy, Camille Saint-Saëns und Maurice Ravel empfangen hat
- Eisenbahn-Viadukt, wurde von 1847 bis 1852 erbaut und von Napoleon III. eröffnet.
- Prieuré des Basses Loges, ehemaliges Karmeliterkloster[1]

## Partnerstädte
- Melksham, Vereinigtes Königreich

## Verkehrsanbindung
Die Städte Avon und Fontainebleau besitzen einen gemeinsamen Bahnhof an der Bahnstrecke Paris–Marseille. Von diesem besteht Anschluss durch die Transilien-Vorortzüge nach Paris. Die Reisezeit zum Bahnhof Paris-Gare du Lyon beträgt etwa 40 Minuten.

## Persönlichkeiten
- Rémy Dumoncel (1888–1945) wurde 1935 Bürgermeister von Avon. Während des Zweiten Weltkrieges schloss er sich der Résistance an, stellte verfolgten Juden falsche Papiere aus und half ihnen, in den Süden Frankreichs zu fliehen. Er wurde am 4. Mai 1944 von der Gestapo am Bahnhof von Fontainebleau-Avon verhaftet und in das Konzentrationslager Neuengamme deportiert, wo er am 15. März 1945 starb. Er wurde in Yad Vashem als „Gerechter unter den Völkern“ geehrt.
- Père Jacques – voller Ordensname Père Jacques de Jésus (1900–1945) – war ein Pater des Karmelitenordens und Direktor des Petit College d’Avon. Im Zweiten Weltkrieg unterstützte er die Résistance, in dem er in seinem Internat jüdische Kinder vor den nationalsozialistischen Besatzungstruppen Frankreichs unter falschem Namen versteckte. Er wurde am 15. Januar 1944 verhaftet und in das Konzentrationslager Gusen I deportiert. Kurz nach Kriegsende starb er infolge von Erschöpfung und Krankheit am 2. Juni 1945 in Linz. Er wurde als „Gerechter unter den Völkern“ geehrt. Weltbekannt wurde er durch den Film Au revoir les enfants (Auf Wiedersehen, Kinder), der 1987 von seinem ehemaligen Schüler Louis Malle realisiert wurde.
- Katherine Mansfield (1888–1923) war eine neuseeländisch-britische Schriftstellerin, die in Avon ihre letzte Lebensphase verbrachte und hier 1923 an Tuberkulose starb. Sie ist auf dem Friedhof von Avon begraben.
- Georges I. Gurdjieff (1866–1949) war ein umstrittener griechisch-armenischer Esoteriker, Autor, Choreograph und Komponist, der als Lehrer des Vierten Weges bekannt wurde. Er wohnte und arbeitete von 1922 bis 1933 in Avon und wurde nach seinem Tod auf dem Friedhof ebenda beigesetzt.